# Masatoši Košiba
Masatoši Košiba (小柴 昌俊) (19. září 1926 Tojohaši – 12. listopadu 2020 Tokio) byl japonský fyzik.
V roce 2002 obdržel Nobelovu cenu za průkopnické příspěvky k astrofyzice, zejména detekci kosmických neutrin.

## Vyznamenání a ocenění

### Státní vyznamenání
- velký kříž Záslužného řádu Spolkové republiky Německo – Německo, 1985
- Řád kultury – Japonsko, 1997[5]
- Řád vycházejícího slunce I. třídy – Japonsko, 2003

### Ostatní vyznamenání
- 2002: Nobelova cena za fyziku[5]
- 2002: Členství v Japonské akademii